# Детектив Найт: Независимость
«Детектив Найт: Независимость» (англ. Detective Knight: Independence) — американский боевик Эдварда Дрейка. Является продолжением фильмов «Детектив Найт: Мерзавец» и «Детектив Найт: Искупление». Фильм был выпущен компанией «Lionsgate» в ограниченном количестве кинотеатров и также видео по запросу
20 января 2023 года. На DVD и Blu-ray фильм вышел 28 февраля 2023 года. Цифровой релиз в России состоялся 9 июня 2023 года.

## Сюжет
После событий второго фильма детектив Джеймс Найт пытается остановить мстителя-изгоя, который под видом офицера полиции замышляет свои преступления, угрожающие городу в День независимости США.
Детективу Найту поручено выяснить, кто украл из больницы форму полицейского, его значок и документы. Найт считает это рутинной работой, но относится к ней со всей ответственностью.
Фальшивый коп, молодой человек, приходит на место своего преступления и, надо сказать, ведёт себя весьма робко, не может точно объяснить цель своего прибытия, обращает на себя внимание недостаточно опрятно одетой формой. Тем не менее, служащие банка проявляют полное доверие к нему и открывают перед ним сейф с ценностями, хотя он об этом и не просил. В памяти фальшивого копа проносится его прошлое преступление, которое он как бы наблюдает со стороны. По-видимому, он в этот момент анализирует действия налётчиков и в голове его родится новый план, с учётом увиденного и новых возможностей, которые даёт ему его форма и бляха полицейского.
Фальшивый коп уже собирается покинуть банк, садится в автомобиль, но тут к нему подбегает женщина, требующая его помощи, он должен вступиться за её мужа, которого избивают четверо хулиганов. Он идёт туда, куда указывает ему женщина, обнаруживает четырёх хулиганов, избивающих ногами лежащего на полу мужчину. Угрожая пистолетом, он заставляет их поднять руки и отойти, лежащему на земле мужчину он предлагает убираться прочь, а нападавшим повернуться лицом к стене. Один из хулиганов нападает на него, и в схватке фальшивый коп случайно убивает его выстрелом в живот. Тогда он приказывает остальным лечь на пол и расстреливает их, после чего скрывается.
Дома молодая девушка, сожительница фальшивого копа, которая сама служит в полиции и даже является дочерью следователя Найта, рассказывает ему о происшествии – какой-то коп заступился за избиваемого мужчину, после чего застрелил всех четырех хулиганов. Она говорит, что мотивы этого копа не понятны, и она в ужасе от происходящего. В ответ парень говорит ей свои смутные представления о справедливости, о его конфликте с отцом в детстве.
Затем он предстаёт перед отцом, тоже бандитом, в костюме копа, отец говорит: «Мой сын не будет копом». Но сын не соглашается, говоря, что это – шанс всё изменить. Он даёт отцу и его банде наводку на банк, который можно ограбить 4 июля.
Детектив Найт, который недавно развёлся, всё же скучает по бывшей жене и по дочери, звонит бывшей жене для того, чтобы поздравить её с Днём независимости и спрашивает, есть ли у него шанс восстановить отношения. Супруга отвечает, что для него работа важней семьи. После этого она сообщает дочери, что папа хотел поговорить с ней и прислал ей подарок. Но дочь не в восторге, говоря, что точно такой же подарок он присылал на прошлый год.
Тем временем фальшивый полицейский приходит в тот же банк, который он проверял и говорит, что он пришёл «для 6-8-9». Именно так называлась миссия по проверке безопасности банка, о чём он понял в первый свой визит. Теперь же он уговорив охранника банка открыть ему двери, не обращает внимание на его протесты и врывается в двери банка, за ним следуют его вооружённые сообщники. Начинается ограбление с применением оружия. Преступники врываются в хранилище. Сработала сигнализация и к месту ограбления прибывают полицейский вместе с детективом Найтом. Хотя двери банка выглядят нетронутыми, детективы надевают бронежилеты, намереваясь войти в банк. Тем временем фальшивый коп забирается на крышу банка, откуда ведёт прицельный огонь из автоматического оружия и даже из гранатомёта по полицейским. Есть раненые и убитые. Действия полицейских выглядят глуповато, поскольку они палят просто в крышу, тогда как стрелявший по ним преступник попросту скрывается от них. Грабители скрываются по другой лестнице, фальшивый коп изображает раненного, так что все они беспрепятственно скрываются от полиции. Прибывшие копы застают банк ограбленным и пустым. Бандиты скрываются на угнанной машине скорой помощи. Во время погрузки денег они встречают дочь детектива Найта, Элли, сожительницу фальшивого копа и силой берут её с собой. Элли возмущается, спрашивая его, кто эти парни. С помощью каких-то препаратов фальшивый коп делает так, что она теряет сознание. Детектив Найт устраивает погоню за преступниками. Задействован полицейский вертолёт. Снайпер с вертолёта убивает или ранит из автомата одного из стрелков бандитов. Тем временем другой бандит открывает огонь по полицейской машине и пробивает у неё колесо. Найт уже понял, что в заложницы взята его дочь. Он перепрыгивает на машину скорой помощи, захваченную бандитами и устраивает рукопошный бой с фальшивым копом. Но он выхватывает  у него из кобуры пистолет и пытается его застрелить. Первые выстрелы Найт отводит в верх, в крышу машины.
Машина прибывает на стадион, где много гражданских. Один из оставшихся бандитов, который был за рулём машины, стреляет в воздух, но детектив Найт убивает его из пистолета. Фальшивый коп, захвативший дочь детектива Найта, выходит с ней в центр стадиона, угрожая её убить. Дочь кричит детективу Найту, чтобы он застрелил этого негодяя. Детектив найт бросает пистолет на землю и требует. Чтобы парень отпустил его дочь.
Фальшивый коп кричит, что всё должно было закончиться не так, что он собирался отдать свои силы стране. Найт уговаривает его бросить оружие. Начинаются переговоры на нервах. Дочь не выдерживает и кусает преступника за руку, тогда Найт быстро поднимает брошенный на землю пистолет и успевает первым выстрелить в фальшивого копа.
Раненный преступник кричит «Элли! Скажи им, что я хороший».
Детектив Найт целует дочь в темя и говорит: «Всё хорошо».
Затем уже на титрах звучит фраза: «С четвёртым июля, отморозок!»
В фильме используются словесные вольности: «Хорошо – это не то слово на «х», которое описывает состояние твоей дочери» - говорит женщина - офицер полиции, начальник детектива Найта.  

## В ролях
| Актёр             | Роль              |
| ----------------- | ----------------- |
| Брюс Уиллис       | Джеймс Найт       |
| Лохлин Манро      | Эрик Фитцджеральд |
| Уиллоу Шилдс      | Элли              |
| Джек Килмер       | Дези              |
| Майкл Спаркс      | Нико              |
| Марк Хьюлетт      | Кирилл            |
| Тимоти В. Мерфи   | Винсент           |
| Джимми Жан-Луи    | Годвин Санго      |
| Дэкс Спаногл      | Куинн             |
| Лоренцо Антонуччи | Джордж            |
| Скотт Каргл       | Шон Бестон        |
| Френсис Кронин    | Питер О'Мэлли     |
| Дина Мейер        | Шарлотта Бёрнэм   |

## Производство
В октябре 2021 года Брюс Уиллис подписал контракт на главную роль в боевике под рабочим названием (англ. Devil's Knight; «Рыцарь дьявола») от сценариста и режиссёра Эдварда Джона Дрейка для совместного производства с Детектив Найт: Искупление в Ванкувере, Канада, с 17 ноября по 14 декабря 2021 года. Съёмки завершились к 9 января 2022 года, в то время как было подтверждено, что Тревор Гретцки повторил свою роль в обоих фильмах. К сентябрю 2022 года «Рыцарь дьявола» был переименован в «Детектив Найт: Независимость», а дата выхода назначена на 20 января 2023 года. Ранее ожидалось, что выход фильма будет отложен до июля 2023 года, чтобы приурочить его к празднованию Дня независимости.